# Bobby Lapointe
Boby Lapointe, nascido Robert  Jean-François  Joseph Pascal Lapointe dia 16 de abril 1922 em Pézenas, no Hérault, morto de um câncer nesta mesma cidade dia 29 de junho 1972, foi um cantor-compositor francês, famoso pelos seus textos baseados em paranomásias, antístrofes e malapropismos.